# Ptactvo (symbolika)
Ptactvo je nedílnou součástí čínské symboliky. Většina v Číně žijících druhů ptáků proto v symbolice našla své uplatnění. Konkrétním druhům se pak připisují určité jevy.

## Symbolika jednotlivých druhů

### Jeřáb
Jeřáb (zjednodušené znaky:鹤科 pinyin: hè kē) je jedním, ze symbolů dlouhého života a také je druhý nejvýznamnější pták čínské mytologie. Často bývá pro zdůraznění dlouhověkosti vyobrazován s želvou, jelenem, či broskví. Taktéž je možné jej zahlédnout na obrazech, kde na svých zádech nese vílu do pohoří Kchun-lun na velkou hostinu Královny matky Západu. Taktéž je symbolem jednoho z konfuciánských vztahů, a to mezi otcem a synem.  Další vztahy jsou pak zastoupeny fénixem, volavkou, kachničkou mandarínskou a konipasem. Tradičně se při pohřebním průvodu na rakev zesnulého umisťovala soška jeřába s roztaženými křídly a zdviženou nohou, neboť se věřilo, že na něm duše odlétá do „Čisté země“, v níž končí nejen bolest, ale i veškeré strasti. Když se novomanželům věnoval obraz se dvěma jeřáby, znamenalo to přání manželského štěstí. V pokročilejším věku dostávali manželé novoroční přání s jeřáby pod borovicí u výrazného kamene nebo skály, což byl hned trojnásobný symbol dlouhověkosti.

### Kachnička mandarínská
Kachnička mandarinská (zjednodušené znaky:鸳鸯 pinyin: yuān yāng) je tradičním čínským symbolem lásky, štěstí a věrnosti, neboť se tyto kachničky považují za nerozlučné, na rozdíl od jiných druhů kachen totiž tvoří páry na celý život. Jsou symbolem vzkvétajících vztahů. Jejich vyobrazení se často vyskytuje na svatbách, kde mohou být doprovázeny motýli, což značí mladou lásku.

### Fénix
Fénix (zjednodušené znaky:凤凰 pinyin: fènghuáng) je symbolem ohně, slunce, jihu, císaře, léta a štěstí. Tento magický pták je známý svým ztělesněním elegance a krásy. Na rozdíl od evropského fénixe se pyšní zeleným tělem značící dobrotivost, bílým krkem znašícím spravedlnost, hřbetem rudým značícím slušnost, náprsenkou černou značící moudrost a žlutýma nohama značícíma věrnost. Původně se zřejmě jednalo o boha větru, neboť jeho jméno jeho jméno je odvozeno ze znaku pro vítr (feng). Oči svůdných žen často bývají nazývány „fénixovýma očima“. Jestliže je drak zobrazen s fénixem, drak znamená císaře a fénix císařovnu, ale mohou znamenat i nebesa a zemi. Taktéž může značit vztah muže se ženou.

### Volavka
Volavka (zjednodušené znaky: 苍鹭 pinyin: cāng lù) je symbolem daleké cesty a setrvalého vzestupu, neboť zní podobně jako 路 lù (cesta).  Často bývá vyobrazována s lotusem, což značí úspěch.